# Sindrome di Dressler
La sindrome di Dressler è una particolare forma di pericardite, che insorge nei pazienti dopo infarto miocardico acuto esteso, in genere a localizzazione anteriore, dopo intervento chirurgico nel mediastino o in seguito a lesioni traumatiche. Recentemente sono stati individuati casi insorti post-procedure di ablazione transcatetere.
L'eziologia è di tipo immunologico, intesa come risposta anomala del sistema immunitario ad un evento di tipo infiammatorio generale. Nel contesto di un infarto del miocardio, se questo è talmente esteso da interessare la parete cardiaca a tutto spessore (infarto transmurale), si può verificare l'esposizione di antigeni pericardici precedentemente segregati; ne consegue un'aggressione autoimmune del pericardio e della pleura configurando un quadro di pleuropericardite (sierosite) sierofibrinosa. Con le nuove metodiche di trattamento della sindrome coronarica acuta che riducono notevolmente l'area di necrosi, la sindrome di Dressler è andata via via diminuendo ed è ormai poco frequente il suo riscontro nel post-infarto.

## Segni e sintomi
Il dolore toracico, la dispnea, l'astenia e la febbre, sono i sintomi più comuni e si possono presentare precocemente (una settimana) o tardivamente (sino a sei settimane) dopo un evento ischemico cardiaco, lesione traumatica al torace o intervento chirurgico.
L'elettrocardiogramma presenta le alterazioni tipiche di una pericardite con l'elevazione del tratto ST nelle derivazioni del pregresso infarto e non.
L'ecocardiogramma identifica e quantizza la presenza del liquido in pericardio
La radiografia del torace consente di ricercare l'eventuale presenza di una pleurite spesso associata alla sindrome.
Gli esami di laboratorio mostrano alterazione degli indici infiammatori come la VES e la PCR.

## Complicazioni
Sono piuttosto rare, ma gravi:
- tamponamento cardiaco che va trattato con il drenaggio del liquido presente in eccesso;[4][5]
- pericardite costrittiva che si presenta in corso di pericarditi recidivanti.[senza fonte]

## Terapia
Le terapie di riferimento sono sempre i farmaci antinfiammatori FANS, in particolare l'aspirina ad alte dosi.
Per prevenire recidive, molti studi indicano l'utilità della colchicina, anche a basso 
dosaggio (0.5–1 mg/g). La cura con cortisone è necessaria e diffusa nelle forme più gravi, ma può anche essere un'importante causa di recidive.
Gli antibiotici sono somministrati solo in caso sospetto di super-infezione batterica.